# Dritte Seite
Die sogenannte Dritte Seite, vielfach auch Motivationsschreiben genannt, dient im Kontext einer Bewerbung dazu, besondere Aspekte des Lebenslaufs zu benennen, die im Bewerbungsschreiben nur unbefriedigend dargelegt werden könnten. So wird empfohlen, die Dritte Seite dann zu verwenden, wenn bestimmte Elemente besonders erklärungsbedürftig sind, etwa warum im Rahmen einer Promotion ein theoretisches Thema statt eines praktischen bearbeitet wurde, oder wenn besondere Umstände ein überlanges Studium rechtfertigen.
Die Dritte Seite hat ihren Ursprung in den USA. Ihre Einführung in Deutschland geht auf eine Empfehlung der Ratgeberliteratur von Hesse und Schrader zurück.
In neuerer Zeit gibt es Berichte darüber, dass Einstellungs-Verantwortliche verstärkt das Internet nutzen, um Zusatzinformationen über ihre Bewerber zu erhalten. Eine entsprechende Befragung stammt beispielsweise von der Wirtschaftswoche und dem Bundesverband Deutscher Unternehmensberater. Wenn in diesem Zusammenhang fehlerhafte oder erklärungsbedürftige Daten über den Bewerber im Internet kursieren, so kann die Dritte Seite ein geeignetes Instrument sein, um dem offensiv entgegenzutreten. 
Die Dritte Seite kann ferner dazu dienen, einen unsteten Werdegang zu erklären, oder falls der Bewerber eine solche Fülle von Erfahrungen vorzuweisen hat, dass der Rahmen des Lebenslaufs gesprengt würde. Dies kann beispielsweise im fortgeschrittenen Lebensalter oder bei Managementerfahrung gegeben sein.
Die Besonderheit der Dritten Seite, dass Zusatzinformationen adäquat dargestellt werden können, bedingt zugleich deren Schwäche. So wird davon abgeraten, die Dritte Seite zu verwenden, um Sachverhalte aufzuzählen, die auch im Anschreiben oder im Lebenslauf passend hätten dargelegt werden können. Zudem wird mitunter empfohlen, die Dritte Seite zur Beschreibung der Motivation zu verwenden. Die Motivation jedoch kann und soll nach allgemeiner Meinung gerade auch Gegenstand des Anschreibens sein. Von Redundanzen wird im Kontext zum Bewerbungsvorgang stets abgeraten.

## Abgrenzung zu Motivationsschreiben im Rahmen von Studienprogrammen
Heute wird auch von Studenten in verschiedenen Studienprogrammen bei der Bewerbung verlangt, die Motivation für ein Studium in einem sogenannten Motivationsschreiben darzustellen. Diese Motivationsschreiben haben keine Gemeinsamkeit mit Dritten Seiten aus dem Bereich Bewerbung um einen Arbeitsplatz. Beispielsweise werden sie für künstlerische, geisteswissenschaftliche oder journalistische Programme verlangt. Das Motivationsschreiben ist insbesondere für die Bewerbung zum Masterstudium ein häufig eingesetztes Auswahlinstrument. Auch bei der Bewerbung um ein Auslandssemester werden von Studenten immer öfter Motivationsschreiben verlangt. Auch können solche verlangt werden, wenn man sich um einen Ausbildungsplatz, sei es beruflicher oder hobbymäßiger Natur, bewirbt, bei dem es nur eine begrenzte Anzahl freier Plätze gibt oder bei dem hauptsächlich nach diesem Schreiben entschieden wird, wer an diesem Programm teilnehmen darf.